# Долинка (Одесская область)
Долинка (укр. Долинка) — село, относится к Саратскому району Одесской области Украины.
Население по переписи 2001 года составляло 873 человека. Почтовый индекс — 68253. Телефонный код — 4848. Занимает площадь 0,83 км². Код КОАТУУ — 5124580801.

## История
В 1945 г. Указом ПВС УССР хутор Кундук переименован в Долинку.

## Местный совет
68253, Одесская обл., Саратский р-н, с. Долинка, ул. Ленина, 45